# آلتایای ارمنی
آلتایای ارمنی (انگلیسی: Althaea armeniaca) گیاهی گلدار از خانواده پنیرکیان است که در جنوب روسیه، شمال ایران و ارمنستان یافت می‌شود. در محدوده بومی خود در آب و هوای خشک قاره ای رشد می‌کند.